# Jules de Groote
Jules de Groote (* 22. Juli 2007; bürgerlich Lentje de Groote) ist eine nichtbinäre deutsche Person, die Schauspielerisch tätig ist.

## Leben
De Groote outete sich 2022 als nonbinär und führt seitdem den Vornamen Jules. Von Folge 1001 (2022) bis zur Folge 1052 (2023) spielte de Groote die Hauptrolle Julia Sponer in der Kinder- und Jugendserie Schloss Einstein.

## Filmografie
- 2022–2023: Schloss Einstein (Fernsehserie, 38 Folgen)